# Kollar

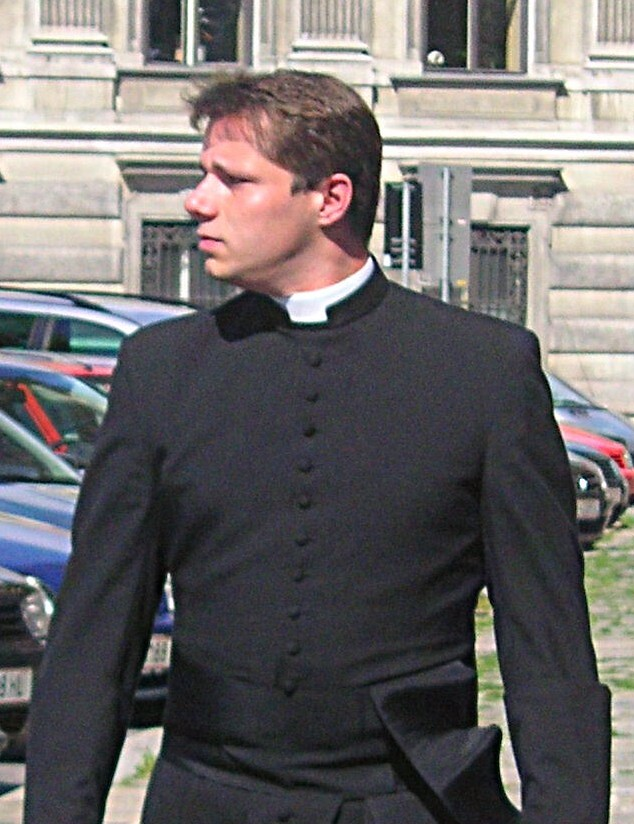
Priester in Soutane mit Kollar

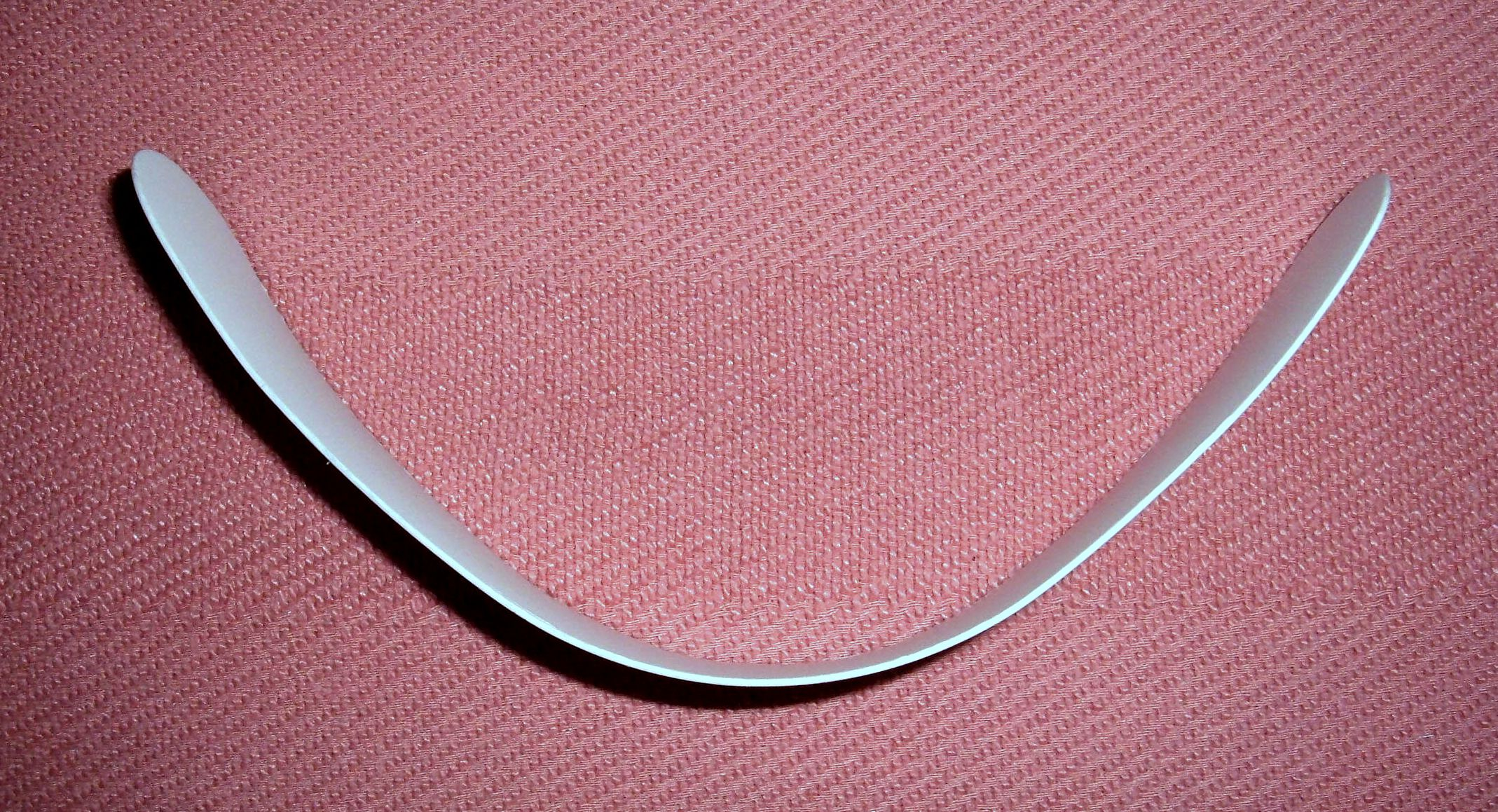
Plastik-Kollar eines katholischen Priesters, das in ein Hemd eingesetzt wird

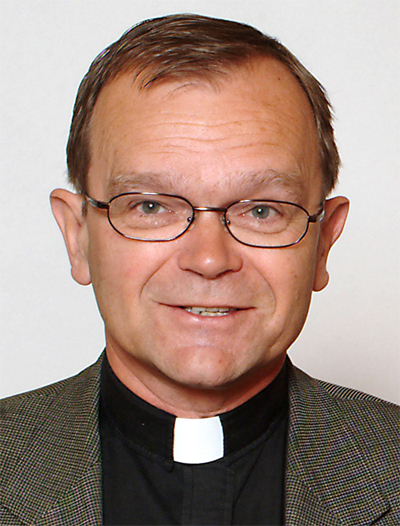
Evangelisch-lutherischer Geistlicher mit Kollarhemd

Das Kollar (Betonung auf der zweiten Silbe, von lateinisch collare: Halsband), auch römischer Kragen, Römerkragen oder Piuskragen genannt, ist der weiße, ringförmige Stehkragen, der von Klerikern verschiedener christlicher Konfessionen getragen wird.
Bei der Soutane wird das Kollar hinten zugeknöpft zu einem kragenlosen Hemd im schwarzen Kragen der Soutane getragen. Das Kollar verselbständigte sich mit der Zeit zum Erkennungszeichen für Geistliche.
Neben römisch-katholischen Priestern und Diakonen tragen auch ständige Diakone sowie alt-katholische und anglikanische Priester, einzelne evangelisch-lutherische Pfarrer und Diakone sowie evangelisch-methodistische Pfarrer das Kollar.
Seit die Soutane nicht mehr durchgängig als Alltagskleidung römisch-katholischer Priester dient, kann stattdessen ein Kollarhemd zusammen mit schwarzer oder dunkler Kleidung getragen werden. Dies dient als Erkennungsmerkmal christlicher Kleriker, wenngleich es nicht in allen Konfessionen getragen wird. Die Verpflichtung bzw. die Erlaubnis zum Tragen eines Kollars werden heute in den verschiedenen Konfessionen unterschiedlich gehandhabt. In der römisch-katholischen Kirche sind die Kleriker zum Tragen einer „geziemenden kirchlichen Kleidung“ verpflichtet. Die deutsche Bischofskonferenz präzisiert hierzu:

„Der Geistliche muss in der Öffentlichkeit durch seine Kleidung eindeutig als solcher erkennbar sein. Von dieser Bestimmung sind die Ständigen Diakone mit Zivilberuf ausgenommen. Als kirchliche Kleidung gelten Oratorianerkragen oder römisches Kollar, in begründeten Ausnahmefällen dunkler Anzug mit Kreuz.“

 Die Deutsche Bischofskonferenz hat festgelegt, dass auf ihrem Gebiet in der Regel Oratorianerkragen oder das römische Kollar als kirchliche Kleidung der Geistlichen gelten.